# El Diario
El Diario, estilitzat elDiario.es, és un mitjà de comunicació digital en castellà, amb una branca en valencià pel País Valencià, creat el 18 de setembre de 2012. És dirigit per Ignacio Escolar, fundador i exdirector de Público, i la seva plantilla inclou alguns periodistes que anteriorment formaven part d'aquest diari fins que va tancar la seva edició en paper. És editat per l'empresa Diario de Prensa Digital, que té més del 50% d'accions en mans de persones que treballen diàriament a la redacció. El Diario edita cada tres mesos una revista monogràfica anomenada Cuadernos. La línia editorial està dirigida cap a un públic d'esquerra, jove i amb formació acadèmica. El Diario té 100.000 socis de pagament, en data de febrer de 2025.
El maig de 2013 es va presentar Catalunya Plural, un diari digital nascut a partir de l'edició catalana d'El Diario i editat per la Fundació Periodisme Plural. El periodista Josep Carles Rius dirigeix la Fundació. El novembre de 2015 va presentar una edició en valencià per a la informació del País Valencià.
L'any 2015 la secció Micromachismos, de la periodista Ana Requena, va obtenir el Premi Bones Pràctiques de Comunicació no Sexista de l'Associació de Dones Periodistes de Catalunya.